# Anna Brzezińska (lekkoatletka)
Anna Brzezińska (ur. 9 stycznia 1971 w Brzegu) – polska lekkoatletka, specjalistka biegów średniodystansowych. Od 1999 reprezentująca barwy Nowej Zelandii.

## Kariera
Dwukrotnie startowała w igrzyskach olimpijskich, za każdym razem w biegu na 1500 metrów. W Barcelonie 1992 odpadła w półfinale, a w Atlancie 1996 doszła do finału, w którym zajęła 12. miejsce.
Dwa razy wzięła też udział w mistrzostwach świata. W Stuttgarcie 1993 zajęła 7. miejsce na 1500 m, a na 800 m odpadła w eliminacjach. Dwa lata później w Göteborgu 1995 była szósta na 1500 m.
Brzezińska odnosiła sukcesy w zawodach halowych. W Mistrzostwach Świata w Toronto 1993 zajęła 4. miejsce na 1500 m. W Halowych Mistrzostwach Europy w Paryżu 1994 zdobyła brązowy medal w biegu na 3000 metrów. Dwa lata wcześniej na HME w Genui 1992 była szósta na 1500 m.
W 1994 wygrała bieg na 3000 metrów podczas I ligi pucharu Europy przyczyniając się do awansu Polek do superligi.
W 1996 zajęła trzecie miejsce w biegu na 1500 m podczas Mityngu Solidarności z Bośnią i Hercegowiną.
Brzezińska zdobyła tytuł mistrzyni Polski na 3000 m na otwartym stadionie w 1993. Trzy razy była mistrzynią Polski w hali: na 800 m w 1992 oraz na 1500 m w 1993 i 1994. Medalistka mistrzostw Nowej Zelandii.
Dwukrotnie biła rekord Polski na 3000 metrów.
Jej główną rywalką w kraju była Małgorzata Rydz. Obecnie Brzezińska mieszka w Stanach Zjednoczonych.

## Rekordy życiowe
- Bieg na 800 metrów – 2:00,41
- Bieg na 1000 metrów – 2:37,57
- Bieg na 1500 metrów – 4:03,75
- bieg na milę – 4:22,96
- Bieg na 2000 metrów – 5:44,77
- Bieg na 3000 metrów – 8:44,05
- Bieg na 5000 metrów – 15:41,59